# Leonora Speyer
Leonora Speyer, Lady Speyer (nacida von Stosch) (7 de noviembre de 1872 – 10 de febrero de 1956) fue una poeta y violinista estadounidense.

## Biografía

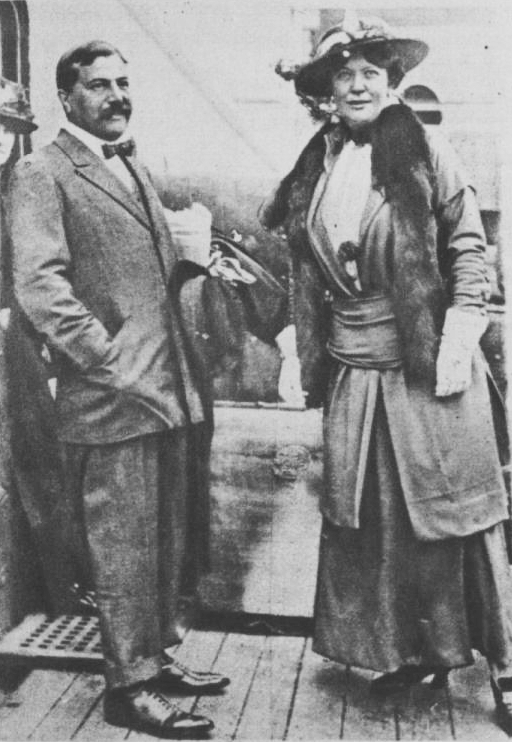
Leonora Speyer y su marido Sir Edgar Speyer, circa 1921

Nació en Washington D. C., hija del Conde Ferdinand von Stosch de Mantze en Silesia, quien luchó por la Unión, y Julia Schayer, que era escritora. 
Estudió música en Bruselas, París, y Leipzig, y tocó el violín profesionalmente bajo los mandos de Arthur Nikisch y Anton Seidl, entre otros. Se casó con Louis Meredith Howland en 1894, pero se divorciaron en París en 1902. Luego se casó con el banquero Edgar Speyer (más tarde Sir Edgar), de London, donde vivieron hasta 1915.
Sir Edgar tenía antepasados alemanes y debido a los ataques antialemanes contra él ese año, se mudaron a los Estados Unidos y establecieron su residencia en Nueva York, donde Speyer empezó a escribir poesía. Ganó el Premio Pulitzer por Poesía en 1927 por su libro de poesía "La Despedida del Violinista".
Tuvo cuatro hijas: Enid Howland con su primer marido y Pamela, Leonora, y Vivien Claire Speyer con su segundo marido.

## Premios
- Golden Rose Award
- Pulitzer Prize

## Obras seleccionadas
- "April on the Battlefields", The Second Book of Modern Verse (1919). about.com Archivado el 22 de octubre de 2009 en Wayback Machine.
- "A Note from the Pipes", The Second Book of Modern Verse (1919). about.com Archivado el 4 de marzo de 2016 en Wayback Machine.
- "Suddenly", Anthology of Magazine Verse for 1920, Bartleby.com
- "Song", Anthology of Magazine Verse for 1920, Bartleby.com
- "Measure Me Sky", "The Pet" The Bookman Anthology en Wayback Machine  (archivado el 28 de octubre de 2009).

- Poetas Americanos, Una Antología del Verso Contemporáneo (1923)
- La Despedida del Violinista (1926)
- Pared Lenta: poemas nuevos y seleccionados (1939)
- Pared lenta: poemas, juntos con o sin música (1944)

### Traducción
- Hans Trausil (1919). Holy Night; A Yule-Tide Masque. Sunwise Turn.